# Savintsi (Járkov)
Savintsi (en ucraniano: Савинці, romanizado: Savyntsi) es un pueblo ucraniano perteneciente al óblast de Járkov. Situado en el noreste del país, es parte del raión de Izium y centro del municipio (hromada) de Savintsi.   

## Toponimia
El nombre del asentamiento en otros idiomas de importancia local es también Savintsi (en ruso: Савинцы).

## Geografía
Savintsi está en la orilla izquierda del río Donets, 17 km al sureste de Balakliya y a unos 100 km al sureste de Járkiv.

## Historia
El pueblo, mencionado por primera vez en 1671, en los tiempos de la Ucrania Libre, cuando se creó un servicio de guardia militar para proteger las fronteras del sur del estado ruso del kanato de Crimea. En 1671, un centenar de familias se establecieron aquí de forma permanente y en 1679, el pueblo pasó a formar parte de la línea de defensa de Izium.
A principios del siglo XIX, se creó aquí un asentamiento militar y, después de su abolición, los habitantes fueron transferidos a la categoría de campesinos estatales y no siervos. Sin embargo, la mayoría de la población vivía en una gran pobreza. Aquí también hubo una prisión imperial donde estuvieron entre otros presos políticos, el poeta ucraniano Pablo Hrabovski.
En 1910-1914, se construyeron las estaciones de tren y ferrocarril de Shebelinka, Balakliya y Savintsi. En 1915-1917, el futuro Mariscal de la URSS Gueorgui Zhúkov sirvió en el ejército en la ciudad de Balakliya y en el asentamiento de Savintsi.
Durante la Guerra civil rusa, el gobierno cambió varias veces: en enero de 1918, el poder soviético se estableció aquí, en abril de 1918, Savintsi fue ocupada por las tropas austro-alemanas, después de lo cual, del 29 de abril al 14 de diciembre de 1918, el pueblo fue parte del Hermanato de Ucrania. En diciembre de 1918, unidades del Ejército Rojo capturaron Savintsi, en junio de 1919 unidades militares del Ejército Blanco ingresaron al pueblo y el 21 de diciembre de 1919 se restableció el poder soviético. Tras las colectivizaciones en la URSS, Savintsi también se vio afectado por el Holodomor de 1932-1933, con 588 muertos en Savintsi y Dovhalivka.
En la Segunda Guerra Mundial, los alemanes tomaron Savintsi el 11 de diciembre de 1941. El 10 de enero de 1942, el pueblo fue reconquistado por las tropas soviéticas, pero el 23 de junio de 1942, los alemanes volvieron a capturar el pueblo, que finalmente fue liberado el 10 de febrero de 1943. Durante la retirada, las tropas alemanas destruyeron casi por completo Savintsi de acuerdo con la política de tierra quemada.
Savintsi recibió el estatus de asentamiento de tipo urbano en 1959.
Hasta el 18 de julio de 2020, Savintsi fue parte del raión de Balakliya. El raión se abolió en julio de 2020 como parte de la reforma administrativa de Ucrania, que redujo el número de rayones del óblast de Járkiv a siete. El área del raión de Balakliya se fusionó con raión de Izium.En 2023, Savintsi perdió el estatus de asentamiento de tipo urbano debido a la eliminación de este estatus administrativo.
En marzo de 2022, durante la invasión rusa de Ucrania, el pueblo fue ocupado por tropas rusas. El 10 de septiembre de 2022, Ucrania recuperó Savintsi como resultado de la contraofensiva de Járkov de las Fuerzas Armadas de Ucrania.

## Demografía
La evolución de la población de Savintsi entre 1959 y 2022 fue la siguiente:
| 6743                                                          | 5829 | 5571 | 5154 | 5120 | 5410 | 5182 |
| (Fuente: Cities & Towns of Ukraine y UKRAINE: Größere Städte) |      |      |      |      |      |      |

## Economía
La fábrica de azúcar, fundada en 1962, es una de las más grandes de Ucrania y procesa 20.000 quintales de remolacha azucarera al día.

## Infraestructura

### Transporte
El asentamiento tiene acceso por carretera a la autopista M03 que conecta Járkiv y Sloviansk. También está conectado por carreteras locales con Járkiv a través de Balakliya y con Kúpiansk a través de Borova. La estación de tren de Savintsi se encuentra en la línea ferroviaria que conecta Járkiv y Limán a través de Izium.